# Dear Esther
Dear Esther är ett experimentellt äventyrsspel utvecklat av The Chinese Room till Microsoft Windows, Mac OS och Linux. Spelet gavs först ut i juni 2008 som en gratis Sourcespelmodd och blev sedan helt omgjort mellan 2009 och 2011 för en kommersiell release i februari 2012.

## Gameplay
Dear Esther följer inte traditionella datorspel eftersom spelaren har minimala möjligheter till interaktion i spelet. Det krävs inte att val görs och inte heller att uppgifter slutförs. Spelet sätter istället fokus på storyn som berättas likt en fragmenterad brevroman, där spelaren utforskar en icke-namngiven ö i Hebriderna.
Spelet har klassificerats inom den ibland nedsättande genren promenadsimulator.

## Mottagande
Dear Esthers status som ett datorspel har ifrågasatts av spelrecensenter, men spelet fick ändå ett positivt mottagande efter dess release den 14 februari 2012.